# لشان ددان
لِشان دِدان (به آرامی نو: לשן דידן) از گویش‌های زبان آرامی یهودیان معاصر است که در اصل در آذربایجان صحبت می‌شد.
این زبان در منطقه دریاچه ارومیه از سلماس تا مهاباد صحبت می‌شد ولی در این منطقه امروزه منقرض شده‌است.
بیشتر گویشوران این زبان امروزه در کشور اسرائیل زندگی می‌کنند.
نام لشان ددان در آرامی به معنای «زبان ما» است. به این زبان، آرامی نو و آرامی نو یهودیان آذربایجان ایران نیز می‌گویند.